# Denny Hamlin
Pour les articles homonymes, voir Hamlin.
Statistiques en NASCAR Cup Series
Dernière mise à jour : 14 avril 2025 

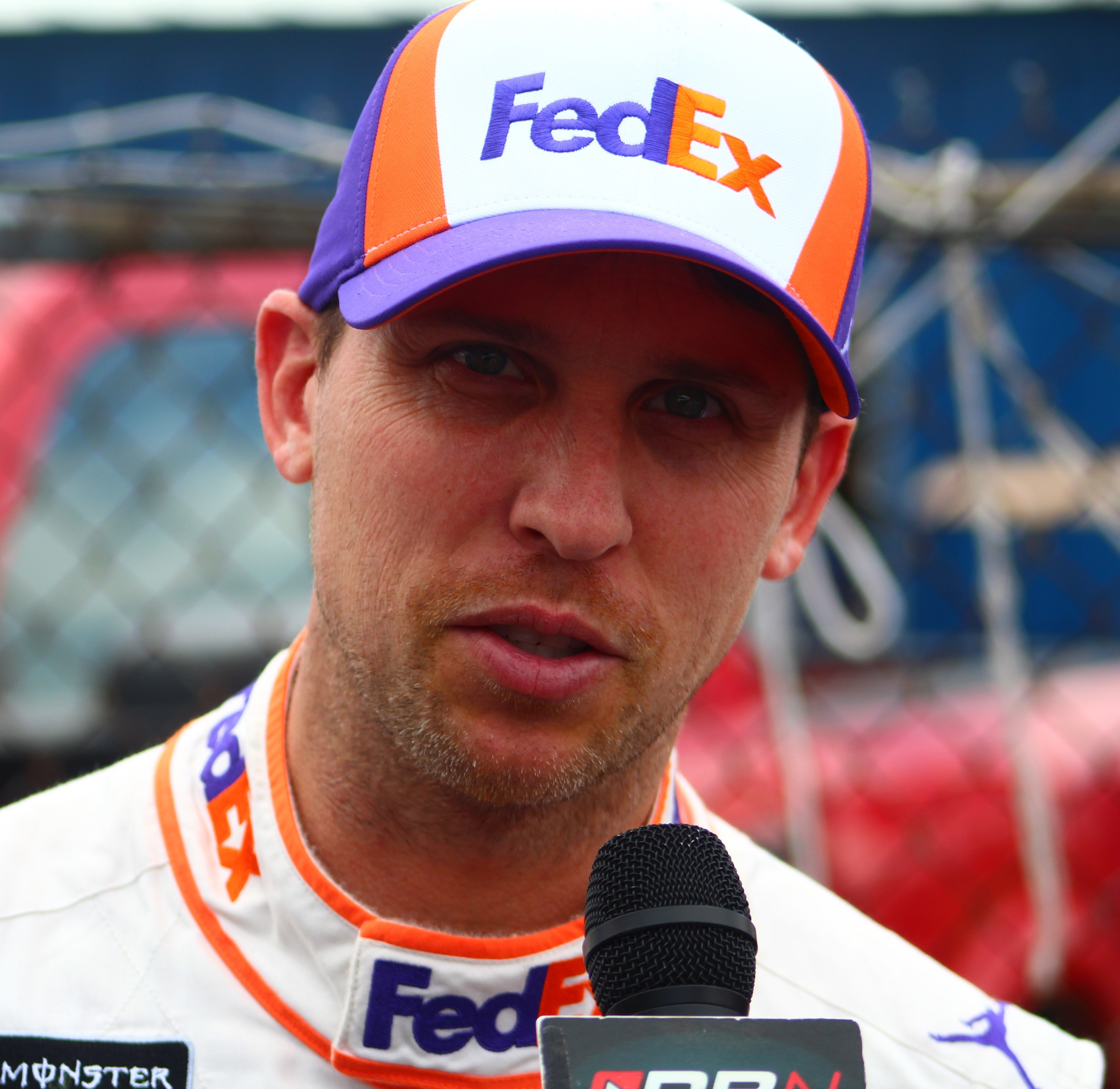
Hamlin en juin 2019.

Denny Hamlin est un pilote américain de NASCAR Cup Series né le 18 novembre 1980 à Tampa, Floride.
Depuis la saison 2005 de NASCAR Cup Series, il pilote la voiture no 11 de la Joe Gibbs Racing.

## Carrière
Denny Hamlin commence le sport automobile à sept ans en pilotant un karting. Soutenu par sa famille qui finance sa carrière de pilote sur les pistes en terre en hypothéquant la maison familiale, Hamlin se décide à travailler dans la boutique de son père au début de sa vingtaine. Un propriétaire d'écurie qui a entendu parler de son projet décide de le sponsoriser.
Recruté peu de temps après par Joe Gibbs Racing, Hamlin décroche sa première victoire en NASCAR Cup Series en 2005 au volant de la voiture no 11. Élu rookie de l'année en 2006, Denny Hamlin termine 2e du championnat de NASCAR Cup Series en 2010.
En 2019, le pilote américain remporte le Daytona 500 au terme d'une course marquée par plusieurs accidents spectaculaires en fin de course.
En 2020, Denny Hamlin entre dans l'histoire de la NASCAR en remportant pour la troisième fois le Daytona 500 (en 2016, 2019 et 2020) égalisant ainsi le record détenu par Jeff Gordon, vainqueur en 1997, 1999 et 2005.
En 2024, à l'entame de sa dix-neuvième saison complète de NASCAR, Denny Hamlin, 43 ans, est plus connu que jamais, animateur du podcast Actions Detrimental et acteur majeur de la série Netflix consacrée à son sport intitulée Full Speed,. Il commence la saison par une victoire lors de la course d'exhibition qu'il conclut sous les huées par « Vous savez que j'ai encore battu votre pilote préféré, n’est-ce pas ? »,.

## Palmarès

### NASCAR Cup Series
Au 14 avril 2025, il a participé à 695 courses réparties sur 21 saisons (2005-..).
- Voiture en 2025 : Toyota no 11
- Écurie : Joe Gibbs Racing
- Résultat saison 2024: 8e[8]
- Meilleur classement en fin de saison : 2e en 2010
- 1re course : Banquet 400 2005 (Kansas)
- Dernière course : saison 2025 en cours
- Première victoire : Pocono 500 2006 (Pocono)
- Dernière victoire : Goodyear 400, 2025 (Darlington)
- Victoire(s) : 56
- Top5 : 239
- Top10 : 364
- Pole position : 43

| Année | Voiture | Voiture               | Équipe           | Courses | Victoires | Poles | Top 5 | Top 10 | Classement |
| ----- | ------- | --------------------- | ---------------- | ------- | --------- | ----- | ----- | ------ | ---------- |
| 2005  | 11      | Chevrolet Monte Carlo | Joe Gibbs Racing | 7       | 1         | 0     | 0     | 3      | 41e        |
| 2006  | 11      | Chevrolet Monte Carlo | Joe Gibbs Racing | 36      | 2         | 3     | 8     | 20     | 3e         |
| 2007  | 11      | Chevrolet Monte Carlo | Joe Gibbs Racing | 36      | 1         | 1     | 12    | 18     | 12e        |
| 2008  | 11      | Toyota Camry          | Joe Gibbs Racing | 36      | 1         | 1     | 12    | 18     | 8e         |
| 2009  | 11      | Toyota Camry          | Joe Gibbs Racing | 36      | 4         | 1     | 15    | 20     | 5e         |
| 2010  | 11      | Toyota Camry          | Joe Gibbs Racing | 36      | 8         | 2     | 14    | 18     | 2e         |
| 2011  | 11      | Toyota Camry          | Joe Gibbs Racing | 36      | 1         | 0     | 5     | 14     | 9e         |
| 2012  | 11      | Toyota Camry          | Joe Gibbs Racing | 36      | 3         | 5     | 14    | 17     | 6e         |
| 2013  | 11      | Toyota Camry          | Joe Gibbs Racing | 32      | 5         | 1     | 4     | 8      | 23e        |
| 2014  | 11      | Toyota Camry          | Joe Gibbs Racing | 35      | 3         | 1     | 7     | 18     | 3e         |
| 2015  | 11      | Toyota Camry          | Joe Gibbs Racing | 36      | 3         | 2     | 14    | 20     | 9e         |
| 2016  | 11      | Toyota Camry          | Joe Gibbs Racing | 36      | 1         | 3     | 12    | 22     | 6e         |
| 2017  | 11      | Toyota Camry          | Joe Gibbs Racing | 36      | 2         | 2     | 15    | 22     | 6e         |
| 2018  | 11      | Toyota Camry          | Joe Gibbs Racing | 36      | 4         | 0     | 10    | 17     | 11e        |
| 2019  | 11      | Toyota Camry          | Joe Gibbs Racing | 36      | 6         | 3     | 19    | 24     | 4e         |
| 2020  | 11      | Toyota Camry          | Joe Gibbs Racing | 36      | 7         | 0     | 18    | 21     | 4e         |
| 2021  | 11      | Toyota Camry          | Joe Gibbs Racing | 36      | 2         | 0     | 19    | 25     | 3e         |
| 2022  | 11      | Toyota Camry          | Joe Gibbs Racing | 36      | 2         | 3     | 10    | 16     | 5e         |
| 2023  | 11      | Toyota Camry          | Joe Gibbs Racing | 36      | 3         | 4     | 14    | 19     | 5e         |
| 2024  | 11      | Toyota Camry          | Joe Gibbs Racing | 36      | 3         | 3     | 12    | 18     | 8e         |

### NASCAR Xfinity Series
Au 14 avril 2025, il a participé à 164 courses réparties sur 19 saisons (2004-2021, 2023) :
- Dernière saison : Voiture Toyota no 19 de la Joe Gibbs Racing en 2023
- Résultat dernière saison : 77e en 2023
- Meilleur classement en fin de saison : 4e en 2006
- Première course : BI-LO 200 de 2004 (Darlington)
- Dernière course : Sport Clips Haircuts VFW 200 de 2023 (Darlington)
- Première victoire : Telcel-Motorola 200 de 2006(Mexico City)
- Dernière victoire : Sport Clips Haircuts VFW 200 de 2023 (Darlington)
- Victoire(s) : 18
- Top5 : 65
- Top10 : 101
- Pole position : 21

### NASCAR Truck Series
| Légende  | Légende |
| -------- | --- |
| Gras     | Pole position décernée en fonction du temps réalisé en qualification.                                                                     |
| Italique | Pole position décernée en fonction des points au classement ou des temps aux essais.                                                      |
| *        | Plus grand nombre de tours menés. |
| 01       | Aucun point de championnat car inéligible pour le titre lors de cette saison (le pilote concourt pour le titre dans une autre catégorie). |
| DNQ      | Ne s'est pas qualifié. |
| Résultats en NASCAR Camping World Truck Series | Résultats en NASCAR Camping World Truck Series | Résultats en NASCAR Camping World Truck Series | Résultats en NASCAR Camping World Truck Series | Résultats en NASCAR Camping World Truck Series | Résultats en NASCAR Camping World Truck Series | Résultats en NASCAR Camping World Truck Series | Résultats en NASCAR Camping World Truck Series | Résultats en NASCAR Camping World Truck Series | Résultats en NASCAR Camping World Truck Series | Résultats en NASCAR Camping World Truck Series | Résultats en NASCAR Camping World Truck Series | Résultats en NASCAR Camping World Truck Series | Résultats en NASCAR Camping World Truck Series | Résultats en NASCAR Camping World Truck Series | Résultats en NASCAR Camping World Truck Series | Résultats en NASCAR Camping World Truck Series | Résultats en NASCAR Camping World Truck Series | Résultats en NASCAR Camping World Truck Series | Résultats en NASCAR Camping World Truck Series | Résultats en NASCAR Camping World Truck Series | Résultats en NASCAR Camping World Truck Series | Résultats en NASCAR Camping World Truck Series | Résultats en NASCAR Camping World Truck Series | Résultats en NASCAR Camping World Truck Series | Résultats en NASCAR Camping World Truck Series | Résultats en NASCAR Camping World Truck Series | Résultats en NASCAR Camping World Truck Series | Résultats en NASCAR Camping World Truck Series | Résultats en NASCAR Camping World Truck Series | Résultats en NASCAR Camping World Truck Series |
| ---------------------------------------------- | ---------------------------------------------- | ---------------------------------------------- | ---------------------------------------------- | ---------------------------------------------- | ---------------------------------------------- | ---------------------------------------------- | ---------------------------------------------- | ---------------------------------------------- | ---------------------------------------------- | ---------------------------------------------- | ---------------------------------------------- | ---------------------------------------------- | ---------------------------------------------- | ---------------------------------------------- | ---------------------------------------------- | ---------------------------------------------- | ---------------------------------------------- | ---------------------------------------------- | ---------------------------------------------- | ---------------------------------------------- | ---------------------------------------------- | ---------------------------------------------- | ---------------------------------------------- | ---------------------------------------------- | ---------------------------------------------- | ---------------------------------------------- | ---------------------------------------------- | ---------------------------------------------- | ---------------------------------------------- | ---------------------------------------------- |
| Année                                          | Équipe                                         | No.                                            | Constructeur                                   | 1                                              | 2                                              | 3                                              | 4                                              | 5                                              | 6                                              | 7                                              | 8                                              | 9                                              | 10                                             | 11                                             | 12                                             | 13                                             | 14                                             | 15                                             | 16                                             | 17                                             | 18                                             | 19                                             | 20                                             | 21                                             | 22                                             | 23                                             | 24                                             | 25                                             | Clas.                                          | Pts                                            |
| 2004                                           | EJP Racing                                     | 03                                             | Chevrolet                                      | DAY                                            | ATL                                            | MAR                                            | MFD                                            | CLT                                            | DOV                                            | TEX                                            | MEM                                            | MLW                                            | KAN                                            | KEN                                            | GTW                                            | MCH                                            | IRP 10                                         | NSH                                            | BRI                                            | RCH 16                                         | NHA 11                                         | LVS 23                                         | CAL                                            | TEX 18                                         | MAR                                            | PHO                                            | DAR                                            | HOM                                            | 37e                                            | 582                                            |
| 2006                                           | Morgan-Dollar Motorsports                      | 46                                             | Chevrolet                                      | DAY                                            | CAL                                            | ATL                                            | MAR                                            | GTY                                            | CLT                                            | MFD                                            | DOV                                            | TEX                                            | MCH                                            | MLW                                            | KAN                                            | KEN                                            | MEM                                            | IRP                                            | NSH                                            | BRI                                            | NHA                                            | LVS                                            | TAL                                            | MAR 8                                          | ATL                                            | TEX                                            | PHO                                            | HOM                                            | 71e                                            | 142                                            |
| 2007                                           | Billy Ballew Motorsports                       | 15                                             | Chevrolet                                      | DAY                                            | CAL                                            | ATL                                            | MAR                                            | KAN                                            | CLT                                            | MFD                                            | DOV                                            | TEX                                            | MCH                                            | MLW                                            | MEM                                            | KEN                                            | IRP                                            | NSH                                            | BRI                                            | GTW                                            | NHA                                            | LVS                                            | TAL                                            | MAR 19                                         | ATL                                            | TEX                                            | PHO                                            | HOM                                            | 88e                                            | 106                                            |
| 2008                                           | Billy Ballew Motorsports                       | 15                                             | Toyota                                         | DAY                                            | CAL                                            | ATL                                            | MAR 21                                         | KAN                                            | CLT                                            | MFD                                            | DOV                                            | TEX                                            | MCH                                            | MLW                                            | MEM                                            | KEN                                            | IRP                                            | NSH                                            | BRI                                            | GTW                                            | NHA                                            | LVS                                            | TAL                                            | MAR                                            | ATL 3                                          | TEX                                            | PHO                                            | HOM                                            | 54e                                            | 270                                            |
| 2009                                           | Billy Ballew Motorsports                       | 51                                             | Toyota                                         | DAY                                            | CAL                                            | ATL                                            | MAR                                            | KAN                                            | CLT                                            | DOV                                            | TEX                                            | MCH                                            | MLW                                            | MEM                                            | KEN                                            | IRP                                            | NSH                                            | BRI                                            | CHI                                            | IOW                                            | GTW                                            | NHA                                            | LVS                                            | MAR 6                                          | TAL                                            | TEX                                            | PHO                                            | HOM                                            | 74e                                            | 155                                            |
| 2010                                           | Billy Ballew Motorsports                       | 15                                             | Toyota                                         | DAY                                            | ATL                                            | MAR                                            | NSH                                            | KAN                                            | DOV                                            | CLT                                            | TEX                                            | MCH                                            | IOW                                            | GTY                                            | IRP                                            | POC 9                                          | NSH                                            | DAR                                            | BRI                                            | CHI                                            | KEN                                            | NHA                                            | LVS                                            | MAR                                            | TAL                                            | TEX                                            | PHO                                            | HOM                                            | 85e                                            | 143                                            |
| 2011                                           | Kyle Busch Motorsports                         | 18                                             | Toyota                                         | DAY                                            | PHO                                            | DAR                                            | MAR                                            | NSH                                            | DOV                                            | CLT                                            | KAN                                            | TEX                                            | KEN                                            | IOW                                            | NSH                                            | IRP                                            | POC                                            | MCH                                            | BRI                                            | ATL                                            | CHI                                            | NHA                                            | KEN                                            | LVS                                            | TAL                                            | MAR 1*                                         | TEX                                            | HOM 2                                          | 84e                                            | 01                                             |
| 2012                                           | Kyle Busch Motorsports                         | 18                                             | Toyota                                         | DAY                                            | MAR                                            | CAR                                            | KAN                                            | CLT                                            | DOV                                            | TEX                                            | KEN                                            | IOW                                            | CHI                                            | POC 5                                          | MCH                                            | BRI                                            | ATL                                            | IOW                                            | KEN                                            | LVS                                            | TAL                                            |                                                |                                                |                                                |                                                |                                                |                                                |                                                | 79e                                            | 01                                             |
| 2012                                           | Kyle Busch Motorsports                         | 51                                             | Toyota                                         |                                                |                                                |                                                |                                                |                                                |                                                |                                                |                                                |                                                |                                                |                                                |                                                |                                                |                                                |                                                |                                                |                                                |                                                | MAR 1                                          | TEX                                            | PHO                                            | HOM                                            |                                                |                                                |                                                | 79e                                            | 01                                             |
| 2013                                           | Kyle Busch Motorsports                         | 51                                             | Toyota                                         | DAY                                            | MAR                                            | CAR                                            | KAN                                            | CLT                                            | DOV                                            | TEX                                            | KEN                                            | IOW                                            | ELD                                            | POC                                            | MCH                                            | BRI                                            | MSP                                            | IOW                                            | CHI                                            | LVS                                            | TAL                                            | MAR 6                                          | TEX                                            | PHO                                            | HOM                                            |                                                |                                                |                                                | 93e                                            | 01                                             |
Au 14 avril 2025, il a participé à 16 courses réparties sur 9 saisons (2004, 2006-2013) :
- Dernière saison : Voiture Toyota no 51 de la Kyle Busch Motorsports en 2013
- Résultat dernière saison : 93e en 2013
- Meilleur classement en fin de saison : 37e en 2004
- Première course : Power Stroke Diesel 200 de 2004 (IRP)
- Dernière course : Kroger 200 de 2013 (Martinsville)
- Première victoire : Kroger 200 de 2011 (Martinsville)
- Dernière victoire : Kroger 200 de 2012 (Martinsville)
- Victoire(s) : 2
- Top5 : 5
- Top10 : 10
- Pole position : 1

### ARCA Menards Series
| Légende  | Légende |
| -------- | --- |
| Gras     | Pole position décernée en fonction du temps réalisé en qualification.                                                                     |
| Italique | Pole position décernée en fonction des points au classement ou des temps aux essais.                                                      |
| *        | Plus grand nombre de tours menés. |
| 01       | Aucun point de championnat car inéligible pour le titre lors de cette saison (le pilote concourt pour le titre dans une autre catégorie). |
| DNQ      | Ne s'est pas qualifié. |
| Résultats en ARCA Menards Series | Résultats en ARCA Menards Series | Résultats en ARCA Menards Series | Résultats en ARCA Menards Series | Résultats en ARCA Menards Series | Résultats en ARCA Menards Series | Résultats en ARCA Menards Series | Résultats en ARCA Menards Series | Résultats en ARCA Menards Series | Résultats en ARCA Menards Series | Résultats en ARCA Menards Series | Résultats en ARCA Menards Series | Résultats en ARCA Menards Series | Résultats en ARCA Menards Series | Résultats en ARCA Menards Series | Résultats en ARCA Menards Series | Résultats en ARCA Menards Series | Résultats en ARCA Menards Series | Résultats en ARCA Menards Series | Résultats en ARCA Menards Series | Résultats en ARCA Menards Series | Résultats en ARCA Menards Series | Résultats en ARCA Menards Series | Résultats en ARCA Menards Series | Résultats en ARCA Menards Series | Résultats en ARCA Menards Series | Résultats en ARCA Menards Series | Résultats en ARCA Menards Series | Résultats en ARCA Menards Series |
| -------------------------------- | -------------------------------- | -------------------------------- | -------------------------------- | -------------------------------- | -------------------------------- | -------------------------------- | -------------------------------- | -------------------------------- | -------------------------------- | -------------------------------- | -------------------------------- | -------------------------------- | -------------------------------- | -------------------------------- | -------------------------------- | -------------------------------- | -------------------------------- | -------------------------------- | -------------------------------- | -------------------------------- | -------------------------------- | -------------------------------- | -------------------------------- | -------------------------------- | -------------------------------- | -------------------------------- | -------------------------------- | -------------------------------- |
| Année                            | Équipe                           | No.                              | Constructeur                     | 1                                | 2                                | 3                                | 4                                | 5                                | 6                                | 7                                | 8                                | 9                                | 10                               | 11                               | 12                               | 13                               | 14                               | 15                               | 16                               | 17                               | 18                               | 19                               | 20                               | 21                               | 22                               | 23                               | Clas.                            | Pts                              |
| 2004                             | Fast Track Racing Enterprises    | 10                               | Pontiac                          | DAY                              | NSH                              | SLM                              | KEN                              | TOL                              | CLT                              | KAN                              | POC                              | MCH                              | SBO                              | BLN                              | KEN                              | GTW                              | POC                              | LER                              | NSH                              | ISF                              | TOL                              | DSF                              | CHI                              | SLM                              | TAL 3                            |                                  | 107e                             | 215                              |
| 2005                             | Joe Gibbs Racing                 | 2                                | Pontiac                          | DAY                              | NSH 36                           | SLM                              | KEN                              | TOL                              | LAN                              | MIL                              | POC                              | MCH                              | KAN                              | KEN                              | BLN                              | POC                              | GTW                              | LER                              | NSH                              | MCH                              | ISF                              | TOL                              | DSF                              | CHI                              | SLM                              | TAL                              | 169e                             | 50                               |
Au 14 avril 2025, il a participé à 2 courses réparties sur 2 saisons (2004, 2005) :
- Dernière saison : Voiture Pontiac no 2 de la Joe Gibbs Racing en 2004
- Résultat dernière saison : 169e en 2005
- Meilleur classement en fin de saison : 107e en 2004
- Victoire(s) : 0
- Top5 : 1
- Top10 : 1
- Pole position : 0

### Superstar Racing Experience
| Résultats en Superstar Racing Experience (en) | Résultats en Superstar Racing Experience (en) | Résultats en Superstar Racing Experience (en) | Résultats en Superstar Racing Experience (en) | Résultats en Superstar Racing Experience (en) | Résultats en Superstar Racing Experience (en) | Résultats en Superstar Racing Experience (en) | Résultats en Superstar Racing Experience (en) | Résultats en Superstar Racing Experience (en) | Résultats en Superstar Racing Experience (en) |
| --------------------------------------------- | --------------------------------------------- | --------------------------------------------- | --------------------------------------------- | --------------------------------------------- | --------------------------------------------- | --------------------------------------------- | --------------------------------------------- | --------------------------------------------- | --------------------------------------------- |
| Saison                                        | No.                                           | 1                                             | 2                                             | 3                                             | 4                                             | 5                                             | 6                                             | Clas.                                         | Pts                                           |
| 2023                                          | 11                                            | STA I 1                                       | STA II                                        | MMS                                           | BER                                           | ELD                                           | LOS                                           | 9e                                            | 01                                            |

## Récompenses
- Vainqueur du Daytona 500 en 2016, 2019 et 2020 ;
- Vainqueur de la All-Star Race en 2015 ;
- Vainqueur du Southern 500 en 2010, 2017 et 2021 ;
- Vainqueur du Coca-Cola 600 en 2022 ;
- Vainqueur des Can-Am Duels en 2008, 2014 et 2017 ;
- Vainqueur du Busch Light Clash at the Coliseum (ex-Clash at Daytona) en 2006, 2014, 2016 et 2024 ;
- 7 victoires au Pocono Raceway (record du circuit pour un pilote) ;
- 4 victoire au Kansas Speedway (record du circuit pour un pilote) ;
- Premier pilote débutant (rookie) à se qualifier pour le Chase (ou play-offs) de la NASCAR Cup Series : en 2006 ;
- Meilleur rookie de la NASCAR Cup Series 2006.
- Désigné comme un des 75 meilleurs plus grands pilotes de la NASCAR en 2023

## Propriétaire d'écurie
Le 21 septembre 2020, Hamlin et Michael Jordan, membre du Temple de la renommée de la NBA et ami de longue date de Hamlin, ont annoncé qu'ils engageraient une écurie pour la saison 2021 de la NASCAR Cup Series dénommée 23XI Racing avec Bubba Wallace au volant de la n°23.
Le 4 octobre 2021, Wallace remporte sa première victoire en carrière en Cup Series à Talladega après que la course ait été raccourcie en raison de la pluie. Wallace devient le premier pilote noir à remporter une course de Cup Series depuis Wendell Scott en 1963. Une deuxième voiture portant le no 45 est engagée pour la saison 2022 de la NASCAR Cup Series. Elle est conduite par Kurt Busch, champion de la NASCAR Cup Series 2004 avec le parrainage de Monster Energy.
Le 16 mai 2022, Busch remporte la deuxième victoire en carrière pour l'écurie 23XI sur le Kansas Speedway après avoir mené 116 des 267 tours. Bubba Wallace a piloté les courses du Kansas au volant de la no 45 cet automne, en remplacement de Kurt Busch absent en raison de symptômes de commotion cérébrale à la suite d'un accident lors des qualifications à Pocono. Ce faisant, Bubba devient le premier Afro-Américain à remporter plus d'une course en NASCAR Cup Series.
Le 12 juillet 2022, 23XI et Toyota Racing Development annoncent que Tyler Reddick rejoindra l'équipe à temps plein en 2024. Lorsque Busch avait annoncé le 16 octobre 2023 qu'il ne piloterait plus à temps plein en 2023, il a également été annoncé que le reste du contrat de Reddick avec Richard Childress Racing avait été racheté par l'écurie 23XI et qu'il remplacerait Busch en 2023.

## Vie privée
Hamlin est le plus jeune fils de Dennis Hamlin et Mary Lou Clark. Il est né à Tampa, en Floride, dans l'actuel St. Joseph's Women's Hospital, et a déménagé en Virginie à l'âge de deux ans.
Hamlin et Jordan Fish ont eu deux filles ensemble,.
Le 1er janvier 2024, Hamlin et Jordan Fish se sont officiellement fiancés.

### Citations originales
1. ↑  Citation originale :« You know I beat your favorite driver again, right? »